# Frontul de Eliberare Națională (Algeria)
Frontul de Eliberare Națională (în franceză Front de Liberation Nationale, în arabă جبهة التحرير الوطني) este un partid politic din Algeria. A fost fondat în anul 1954 prin reunirea unor grupuri mai mici ce aveau ca scop independența Algeriei franceze.
Organizația de tineret a partidului se numește Uniunea Națională a Tineretului Algerian (Union Nationale de la Jeunesse Algérienne).
La alegerile parlamentare din anul 2002, partidul a obținut 2.618.003 de voturi (35,3 %, 199 locuri).
La alegerile prezidențiale din anul 2004, Ali Benflis, candidatul partidului, a obținut 653.951 de voturi (6,4 %).